# Faliszew
Faliszew – wieś w Polsce położona w województwie łódzkim, w powiecie radomszczańskim, w gminie Przedbórz.
W latach 1975–1998 miejscowość administracyjnie należała do województwa piotrkowskiego.
Przez wieś przebiega droga łącząca Przedbórz, Skotniki i Włodzimierzów koło Sulejowa oraz  pieszy Szlak Rekreacyjny Rzeki Pilicy.
W 1784 r. miejscowość zwana wówczas Faliszów wchodząca w skład parafii Skotniki administracyjnie należała do powiatu opoczyńskiego w województwie sandomierskim i była własnością Piotra Małachowskiego wojewody krakowskiego.
W 2011 roku liczba mieszkańców wynosiła 80 osób. 